# Гарбук, Геннадий Михайлович
Генна́дий Миха́йлович Га́рбук (бел. Генадзь Міхайлавіч Гарбук; 24 июля 1934, Ушачский район — 7 февраля 2018, Минск) — советский и белорусский актёр театра и кино. Народный артист Белорусской ССР (1980). Лауреат Государственной премии СССР (1984).

## Биография
Родился 24 июля 1934 года в деревне Глыбочка Ушачского района Витебской области. В детстве заболел малярией, которая в послевоенное время лечилась хинином. Одно из его побочных действий — близорукость. В итоге профессии, о которых мечтал Гарбук, оказались для него недостижимы, и он поступил в Белорусский театрально-художественный институт по специальности «Актёр драматического театра» (курс народного артиста Белорусской ССР Дмитрия Орлова).
С 1958 года работал в театре имени Якуба Коласа в Витебске. С 1962 года актёр Национального академического театра имени Янки Купалы. Исполнял роли Тихона Протосовицкого в «Пинской шляхте» Винцента Дунина-Марцинкевича, Евдокима Жигалова в «Свадьбе» Антона Чехова, Полковника в постановке «Листопад. Андерсен» по произведениям Ганса Кристиана Андерсена, Чернушки в «Людях на болоте» и других персонажей.
Снялся более чем в 70 кинолентах и сериалах. Наибольший успех ему принесла роль Петрока в фильме Михаила Пташука «Знак беды» по одноимённому произведению Василя Быкова, за которую артист получил приз за лучшую мужскую роль на Международном фестивале в Загребе. Снялся также в таких картинах, как «Белые росы», «Чёрный замок Ольшанский», «Во бору брусника», «Анастасия Слуцкая», «Брестская крепость», сериалах «Государственная граница», «На безымянной высоте» и других.
Умер 7 февраля 2018 года в Минске на 84-м году жизни. Прощание состоялось 9 февраля в Купаловском театре. Похоронен на «Аллее звёзд» Восточного кладбища.

## Награды и премии
- Заслуженный артист Белорусской ССР (1968)
- Народный артист Белорусской ССР (1980)
- Государственная премия СССР (1984) — за исполнение роли в фильме «Люди на болоте»
- медаль Франциска Скорины (1995)
- Почётная грамота Совета Министров Республики Беларусь (2005)[6].
- Специальная премия Президента Республики Беларусь деятелям культуры и искусства (2006)[7]
- Национальная театральная премия Белоруссии (2012) — «За вклад в развитие театрального искусства Белоруссии», первый лауреат этой премии.
- премия «За духовное возрождение»
- премия Белорусского союза театральных деятелей «Хрустальная Павлинка»

## Творчество

### Работы в театре
- «Русские люди» К. М. Симонова — Ильин[3]
- «Конец — делу венец» — Ламор
- «Чудак» — Халид
- «Кто смеётся последним» — Зёлкин
- «Палата» — Терёхин
- «Мой бедный Марат» — Леонидик
- «Люди на болоте» — Василь
- «Константин Заслонов» — Костюкевич
- «Блокада» — Дениска
- «На дне» М. Горького — актёр
- «Десять суток за любовь» — Грачов
- «Память сердца» — Антонио Тарочини
- «Ночное дежурство» — Морозов
- «Золотая карета» Л. М. Леонова — Берёзкин
- «Раскиданное гнездо» — Сымон
- «Таблетку под язык» — Ломтев
- «Старый Новый Год» М. М. Рощина — Вася
- «Характеры» — Андрей Ерин
- «Гроза» А. Н. Островского — Тихон Кабанов
- «Святая святых» — Келин Обабий
- «Оптимистическая трагедия» В. В. Вишневского — Сиплый
- «Двери стучат» — Отец
- «Ваня, как ты тут?» — Максим Яриков
- «Порог» — Андрей Буслай
- «Ревизор» Н. В. Гоголя — Пётр Иванович Добчинский
- «Закон вечности» Н. В. Думбадзе — Милиционер, Дуту
- «Верочка» — Прокусов
- «Погорельцы» — Силан
- «Рядовые» — Дервоед
- «Берег» Ю. В. Бондарева — Гранатуров
- «Поминальная молитва» — Лейзер
- «Башня» — Юрка Козубовский
- «Страсти по Авдею» — Сват Авдея
- «Плач перепёлки» — Никита Драница
- «Воспоминания» — Турновский
- «Звон — не молитва» — Холод
- «Павлинка» — Пранцысь Пусторевич, Криницкий
- «Условия диктует женщина» — Он
- «Костюмер» — Джефри Торнтон
- «Князь Витовт» — Ремесленник
- «Парфён и Александра» — Парфён
- «Пирамида Хеопса» — Семёнов
- «Свои люди — сочтёмся» А. Н. Островского — Расположенский
- «Чичиков» по Н. В. Гоголю — Манилов
- «Сымон-Музыка» — Дед Курила
- «Маэстро» — Иванов, скрипка
- «Вечер» — Гастрит
- «Пинская шляхта» — Протосовицкий
- «Не мой» — Кучера

### Фильмография
- 1970—1972 — Руины стреляют… — Микола
- 1971 — Полонез Огинского — Григорий Иванович, командир партизанского отряда
- 1973 — Незабытая песня — хуторянин
- 1973 — Тартак — Сухов, партизан
- 1973 — Тёща — Жора, больной с растяжением
- 1974 — Пламя — Одинец
- 1975 — Волчья стая — командир соседнего партизанского отряда
- 1981 — Люди на болоте — отец Ганны
- 1982 — Багряная трава (короткометражный) — Николай Чепик
- 1982 — Раскиданное гнездо
- 1983 — Белые Росы — Андрей Ходас
- 1983 — Чёрный замок Ольшанский — Лопотуха
- 1983 — Дыхание грозы
- 1985 — Куда идёшь, солдат? — майор
- 1985 — Мама, я жив — майор Никольский
- 1985 — Научись танцевать — Сакович, майор милиции
- 1986 — Государственная граница. Фильм 5-й: Год сорок первый — Антось
- 1986 — Знак беды — Петрок
- 1987 — Загадочный наследник — Павел Анисимович Кузовкин
- 1987 — Суд в Ершовке — Яков Воробьёв
- 1987 — Цыганка Аза — Наум Лопух
- 1988 — Багряная трава
- 1989 — Во бору брусника — Александр Петрович Егоров
- 1989 — И повторится всё… — Серафим
- 1990 — Рой — Иван Малышев
- 1990 — Духов день — Христофоров
- 1990 — Мать урагана — Вощила
- 1991 — Ночь при дороге — Влас
- 1991 — Седая легенда
- 1992 — Кооператив «Политбюро», или Будет долгим прощание — Кузьма
- 1992 — Ванька-встанька
- 1993 — Тутэйшыя
- 1993 — Птицы без гнёзд
- 1995 — На чёрных лядах
- 1996 — Шельма
- 1996 — Из ада в ад
- 1998 — Маленький боец
- 2002 — Шукшинские рассказы (новелла «Бессовестные») — Глухов
- 2003 — На безымянной высоте — хозяин хутора Марек
- 2007 — Враги — дед Степан
- 2010 — Поп — Николай Торопцев
- 2010 — Брестская крепость — Сашка Акимов в старости
- 2011 — Талаш — Василий Талаш
- 2011 — Счастье есть — Валентин Петрович Гаврилов
- 2011 — Лето волков — дед Рамоня
- 2011 — Немец — дядя Коля, работник лесопилки
- 2012 — Источник счастья — Александр
- 2013 — Зимний вальс — Арсений Владимирович Михайлов